# ポーランドの政党一覧
ポーランドの政党一覧ではポーランドにおける政党について紹介する。

## 概要
1989年6月の部分的自由選挙（下院総議席数の35%と新たに新設された上院の全議席で自由選挙が行われた）に参加した政党は、當時の支配政党である統一労働者党（PZPR、共産党）とその衛星政党である統一農民党 (ZSL) および民主党（SD）、ポーランド民主化運動を牽引してきた「独立自主管理労働組合『連帯』」（「連帯」）が選挙に参加するために組織した市民クラブ (OKP) であった。選挙の結果、OKPが下院の自由選挙枠と上院で圧勝し、PZPRが大敗する結果となった。その後、OKPは政治的立場や政治家個人の相違から様々な党派に分裂、PZPRやPSLは他政党と共通の基盤で政権を競い合う政党へと変化を遂げることになった。
1993年選挙でポスト「共産主義」政党の民主左翼連合 (SLD) とポーランド農民党 (PSL) が第1党と第2党になり、「連帯」系政党は分裂していたため阻止条項を突破できずその大半が議席を失う結果となった。そのため「連帯」系政党は共闘して「連帯」選挙行動 (AWS) を1996年に発足させ、1997年選挙で議席を回復することが出来た。その後、AWSから経済自由主義を指向するグループが離脱し自由連合の一部と市民プラットフォーム (PO) を結成、カチンスキ兄弟を中心とした経済保護主義を指向するグループによって「法と正義」 (PiS) が結成された。2005年選挙ではSLDが没落しPiSとPOが第1党と第2党になり、2007年選挙では第1党と第2党の位置が入れ替わった。以後、ポーランドの政党制は「連帯」系のPOとPiSの2大政党に、ポスト「共産主義」政党であるSLDとPSLが中堅政党として位置する穏健な多党制となっている。
ポーランド共和国憲法の第11条第1項で政党の設立と活動の自由を保障する事が明記されている。また政党は国家政策の意思形成に民主的影響を与える物とされ、設立はポーランド市民の自由意志と平等の原則によって基づいて行われるものとしている。ただし第13条では、綱領においてナチズムやファシズムおよび共産主義を活動方針とする政党、政党の綱領や活動方針が人種的および民族的憎悪（レイシズム）、政権獲得もしくは国家政策への影響のために暴力を行使する事を想定あるいは許容している政党および組織の存在を禁止している。なお政党の財政については第11条2項において公開されなければならないことが明記されている。

## 特徴
民主化以後におけるポーランドの主要政党は大きく分けて(1) 「連帯」の流れを汲む政党（ポスト「連帯」政党）、(2) ポスト「共産主義」政党、(3) 前者二つ以外の政党、という3勢力に分類することが出来る。1991年の選挙では、議席を獲得した政党が下院で29に達するなど小党分立状態となったが、1993年の選挙から得票率が5%に達しない政党（政党連合は8%）には議席を配分しない阻止条項（少数民族政党については適用除外）が設けられたことで、国会に議席を有する政党は10未満に留まっている。
政党の対立軸は経済面（市場経済重視 VS 経済への国家介入容認）と宗教面（カトリック的伝統擁護 VS 世俗主義）の二つの軸が存在し、POは保守リベラル（市場経済の重視と世俗主義）、PiSは国民カトリック（経済への国家介入容認とカトリック的伝統擁護）、SLDは社会民主主義（経済への国家介入容認と世俗主義）の政治的立場をそれぞれ代表する政党となっている。

### ポスト「連帯」政党
旧共産党政権下で民主化運動を進めてきた「連帯」の流れを汲む政治勢力。1989年6月の部分的自由選挙で「連帯」が選挙参加のために組織したOKPを元にしている。政治的立場の違い等から分裂、離合集散を経た後、現在はPOとPiSが二大政党の地位を確立している。
| 名称 | 名称                            | 名称                 | 概要 |
| 略称 | 正式名称                        | 日本語表記           | 概要 |
| ---- | ------------------------------- | -------------------- | --- |
| UD   | Unia Demokratyczna              | 民主連合             | 1990年大統領選挙でマゾヴィエツキを支持したマゾヴィエツキ選挙委員会、市民運動－民主行動 (ROAD)、民主右翼フォーラム (FPD) が母体。政教分離を唱えるグループ、キリスト教的価値に基礎をおくグループ、環境保護に力点を置くグループ、社会的市場経済を目指すグループなど、幅広い派閥を内包した政党。1994年にKLDと合同。 |
| KLD  | Kongres Liberalno-Demokratyczny | 自由民主会議         | 戒厳令下の地下「連帯」活動に根源を持つ。1990年、若手「連帯」系自由主義者を中心に結成。1994年にUDと合同しUWに。 |
| PC   | Porozumienie Centrum            | 中道合意             | 「連帯」系組織内におけるワウェンサ支持グループが中道右派勢力の結集を目指し1990年に結成。キリスト教的価値に基礎をおく。反共主義、改革の促進、EUとNATOへの早期加盟を標榜。1996年、AWSに合流。レフ・カチンスキが代表。1999年，新党結成で分裂。                                                                     |
| UP   | Unia Pracy                      | 労働連合             | 1992年に労働者「連帯」 (SP)、ポーランド社会党 (PPR)、旧PZPR（のちのポーランド社会民主主義同盟 - PUS）等の一部のグループが合同して結成。現在はPZPRの後身であるSLDと共同行動を取ることが多い。ポーランドの社会民主主義運動に根源を持ち、社会的公正と政教分離、地方分権の強化や社会政策の充実などを標榜。          |
| UW   | Unia Wolności                   | 自由連合             | 1994年にUDとKLDが合同し発足した中道右派政党。経済的自由主義を支持。農業に関しては経営規模拡大や農村の非農業的生産活動拡大を軸とした振興政策を提示。マゾヴィエツキが初代党首。 |
| AWS  | Akcja Wyborcza“Solidarnść”      | 「連帯」選挙行動     | 1996年にそれまで分裂していた「連帯」系勢力を結集して結成された選挙連合。1997年総選挙で勝利し、ブゼク政権を発足させるも、クシャクレフスキ代表が2000年大統領選で惨敗して以降は解体が促進された。 |
| PiS  | Prawo i Sprawiedliwość          | 法と正義             | 2001年、AWSに参加していた旧PCのメンバーを主体として結成。政治的立場は右派。 |
| PO   | Platforma Obywatelska           | 市民プラットフォーム | 2001年、UWの旧KLD出身リベラル派とAWS内の保守人民党 (SKL) が協定を結ぶ形で結成された。政治的立場は中道右派。 |
| PD   | PD-demokraci.pl                 | 民主党               | 2005年、UWが党名変更して発足した。政治的立場は社会的公正を重視する社会自由主義。 |
| TR   | Twoj Ruch                       | みんなの運動         | 2013年、RPが党名変更して発足した。個人的自由の拡大と経済的自由の拡大を同時に追求する自由至上主義（リバタリアニズム）を標榜する政党。2023年に解散。 |

### ポスト「共産主義」政党
旧体制下における支配政党であるPZPR、衛星政党であったZSLの流れを汲む政党。社会民主主義もしくは中道政治路線を採っている。
| 名称 | 名称                                       | 名称                       | 概要 |
| 略称 | 正式名称                                   | 日本語表記                 | 概要 |
| ---- | ------------------------------------------ | -------------------------- | --- |
| SdRP | Socjaldemokracja Rzeczypospolitej Polskiej | ポーランド共和国社会民主党 | 1990年のPZPR解散に伴い結成された。1991年に選挙連合SLDを結成。1999年にSLDが政党となったことで消滅。 |
| SLD  | Sojusz Lewicy Demokratycznej               | 民主左翼連合               | クファシニェフスキとチモシェヴィチがイニシアティブをとり1991年に結成。SdRP を中心に左翼政党や社会団体、旧体制下に結成された官製労組 (OPZZ) などが結集した選挙連合として出発。1999年に政党として登録。2021年に新たな左翼に合流し解散。 |
| NL   | Nowa Lewica                                | 新たな左翼                 | 2021年に春と民主左翼連合の合併により結成。 |
| PSL  | Polskie Stronnictwo Ludowe                 | ポーランド農民党           | 旧体制下の翼賛農民政党であるZSLおよび農民「連帯」の流れをくむ。農民の生活保護と緩やかな改革、国家介入主義を標榜。2007年総選挙以降、POと共にトゥスク政権の与党として活動。                                                             |

### それ以外の政党
上記2つに当てはまらないグループが結成した政党
| 名称       | 名称                                   | 名称                     | 概要 |
| 略称       | 正式名称                               | 日本語表記               | 概要 |
| ---------- | -------------------------------------- | ------------------------ | --- |
| BBWR       | Bezpartyjny Blok Wspierania Reform     | 改革支持無党派ブロック   | （旧）国営企業「連帯」労組の“水平的構造” (Sieci) を母体に、1993年総選挙に向け、ワレサ大統領の主導で結成された。1996年の再編を経て、1998年に政党「ポーランドのためのブロック (Blok dla Polski: BdP)」となる。 |
| Samoobrona | “Samoobrona” Rzeczypospolitej Polskiej | ポーランド共和国「自衛」 | レッペルを代表とするナショナリズム的色彩が強い農民組織。1991年設立。 |
| KZ-M       | Klub Zachowawczo-Monarchistyczny       | 保守王党派クラブ         | カトリック系保守主義 |
| LPR        | Liga Polskich Rodzin                   | ポーランド家族連盟       | 極右、民族主義 |
| MN         | Mniejszo Niemiecka                     | ドイツ少数民族           | ポーランド国内に居住するドイツ系住民の権利擁護を主張する政党。少数民族政党として登録されているため、5%阻止条項の適用は受けない。                                                                             |
| NOP        | Narodowe Odrodzenie Polski             | 新生ポーランド           | 極右政党、ナショナリズム、反ユダヤ主義、反同性愛などを掲げる。 |
| NN         | Nowa Nadzieja                          | 新たな希望               | 右翼から極右まで含む政党。2015年に設立。 |
| KWiN       | Konfederacja Wolność i Niepodległość   | 自由独立連盟             | 極右政治連合。2018年に政党に拡大。 |

## 政党一覧
ここでは、直近の2023年ポーランド議会選挙において議席を得た政党を取り上げる。
| 党名                 | 党名                  | 解説                                                                                            |
| 日本語               | ポーランド語 （略称） | 解説                                                                                            |
| -------------------- | --------------------- | ----------------------------------------------------------------------------------------------- |
| 市民プラットフォーム | PO                    | 中道右派。 トゥスク政権（2023年12月13日 - ）与党。                                              |
| ポーランド2050       | PL2050                | 中道右派。 与党。                                                                               |
| ポーランド農民党     | PSL                   | 中道右派 農村地域を支持基盤とする中道右派政党。与党。                                           |
| 新たな左翼           | NL                    | 中道左派。 与党。                                                                               |
| ラゼム党             | PR                    | 社会民主主義。                                                                                  |
| 欧州民主同盟         | UED                   | リベラリズム。                                                                                  |
| 法と正義             | PiS                   | 右派。 2005年から2007年まで政権与党の座にあった。                                               |
| 連帯ポーランド       | SP                    | 右派 総選挙後に、法と正義 (PiS) からの離党・除名組によって結成。2024年には法と正義(PiS)に合流。 |